# Juan Santiago
Juan Santiago è un comune della Repubblica Dominicana di 4.491 abitanti, situato nella Provincia di Elías Piña.